# 北港溪
北港溪位於台灣中西部，屬於中央管河川，為雲林縣與嘉義縣的界河。流域面積則有645.21平方公里，遍及雲林縣十個鄉鎮，分別為斗六市、斗南鎮、虎尾鎮、土庫鎮、大埤鄉、元長鄉、北港鎮、口湖鄉、水林鄉、古坑鄉；還有嘉義縣六個鄉鎮：溪口鄉、新港鄉、六腳鄉、東石鄉、大林鎮、梅山鄉。主流河長約82.00公里，為全國第十長河流，全溪蜿蜒漫長，雨、旱季水位高低明顯。

## 歷史
在完稿於清康熙三十八年至四十三年（1699-1704年）的《康熙臺灣輿圖》上，今北港溪並未標出名稱，其上游僅繪出石龜溪、三疊溪兩條主要支流，但其方位與今相較南北倒置；今虎尾溪則尚未出現。輿圖中北側另一獨立水系濁水溪的下游繪出西螺溪、虎尾溪兩條分流，但當時的虎尾溪係指今舊虎尾溪。
在完稿於乾隆二十二年至二十六年（1757-1761年）的《乾隆臺灣輿圖》上，石龜溪、三疊溪方位已改為與今相同。輿圖中濁水溪分流虎尾溪的下游已再形成虎尾新溪（今新虎尾溪）、虎尾舊溪（今舊虎尾溪）兩條分流，而且虎尾舊溪明顯為主流。
嘉慶七年（1802年）七月，大雨數日，濁水溪洪水向南在他里霧地區沖出一條新的溪流，經由鹿藔通往笨港（今北港），再以「新虎尾」稱之，即今北港溪上游的虎尾溪。不過該河道在道光、同治年間的輿圖仍未出現，直到光緒年間的輿圖才繪出。
該次改道使得北港溪成為濁水溪的下游分流之一，而且水患破壞了北港溪畔的笨港聚落。三疊溪北側的幾條溪流包括大湖口溪、石牛溪、石榴班溪等，原本都是獨流入海。在乾隆、嘉慶年間的幾次水患裡，被併入而成為虎尾溪的支流。1911年興建堤防切斷濁水溪分流至北港溪的水道，北港溪始回復為獨立的水系。
1959年在台灣發生的嚴重災難——八七水災，北港溪上游地區降水量最多，洪水淹過堤防，沖向虎尾、斗南、斗六、土庫、北港等地，造成嚴重災害。隔年受到雪莉颱風影響，也發生了嚴重的水患。

## 源頭
北港溪主流上游為虎尾溪，其源頭眾多，最遠源頭為支流海豐崙溪上游尖山坑溪的源頭，位於雲林縣古坑鄉海拔857公尺的樟湖山西北坡；全流域海拔最高的源頭為支流大湖口溪的源頭，位於古坑鄉海拔1,305公尺的大尖山附近；而傳統資料上的源頭則為林內鄉、斗六市邊界上海拔222公尺的七星嶺。

## 流域概述
北港溪最遠源流名為尖山坑溪，發源於雲林縣古坑鄉樟湖山西北坡，向西北方流至荷包厝後，改稱海豐崙溪。續流至斗六市海豐崙後，注入虎尾溪本流，流至溪口鄉柴林腳與三疊溪滙合後，始稱為北港溪。
北港溪支流甚多，較大者為三疊溪、大湖口溪、石牛溪。是雲嘉平原的主要灌溉河川，孕育作物有稻米、花生、糖和黃麻。最後在雲林縣口湖鄉出海。由於北港溪上游，阿里山一帶的水土皆因觀光、農業大量開發，使得北港溪的土壤沉積相當嚴重，加以下游流域廢水汙染也相當嚴重，其中養豬廢水佔了45%、生活污水有35%、工業廢水則占15%，在2006年環保署發表水質檢測調查報告時，北港溪有47.2%的河段為嚴重污染（在石榴班橋以下之河段，水質皆遭到嚴重污染，此段污染程度高達83%），比2004年的43%，增加4.2%。
北港溪和朴子溪的出海口間所形成的區域為鰲鼓濕地，屬於台糖公司所有，濕地上有水田、旱田、防風林、草澤、深水沼澤、泥質灘地等棲地類型。每年9月到次年5月是賞鳥期，觀察記錄指出水鳥約有70種，鷸科有23種，加上其他鳥類約可觀察到154種以上的鳥類。由於濕地曾計畫設立工業區，而引發當地居民與環保人士的對立，當地居民組織「趕鳥隊」，影響賞鳥活動，後因嘉義縣政府的環境評估報告無法通過，開發案暫時擱置。

## 水系主要河川
以下由下游至源頭列出水系主要河川，其中粗體字為主流河道：
- 北港溪：雲林縣、嘉義縣
  - 新街排水：雲林縣水林鄉、北港鎮
  - 埤子頭大排：嘉義縣新港鄉、溪口鄉、民雄鄉
    - 柳構大排：嘉義縣新港鄉、溪口鄉、民雄鄉
    - 民雄大排：嘉義縣新港鄉、溪口鄉、民雄鄉

  - 客仔厝大排：雲林縣北港鎮、元長鄉、土庫鎮
  - 三疊溪：嘉義縣溪口鄉、雲林縣大埤鄉、嘉義縣大林鎮、民雄鄉、梅山鄉
    - 延潭大排：雲林縣大埤鄉
    - 華興溪（舊名石龜溪、到孔山溪）：嘉義縣溪口鄉、大林鎮、雲林縣大埤鄉、斗南鎮、古坑鄉、嘉義縣梅山鄉
      - 早知溪：嘉義縣大林鎮
      - 番尾坑溪：雲林縣古坑鄉

    - 中林溪：嘉義縣大林鎮、梅山鄉
      - 大埔美溪：嘉義縣大林鎮、梅山鄉

    - 麻園溪：嘉義縣大林鎮、梅山鄉
      - 葉子寮溪：嘉義縣大林鎮、梅山鄉

    - 南靖溪：嘉義縣梅山鄉
    - 九芎坑溪：嘉義縣梅山鄉

  - 虎尾溪：雲林縣元長鄉、大埤鄉、土庫鎮、虎尾鎮、斗南鎮、斗六市、莿桐鄉、林內鄉、古坑鄉
    - 大湖口溪：雲林縣大埤鄉、斗南鎮、古坑鄉
    - 石牛溪：雲林縣虎尾鎮、斗南鎮、斗六市、古坑鄉
      - 崙子溪：雲林縣斗南鎮、古坑鄉
        - 嵌頂溪：雲林縣古坑鄉

      - 松柏坑溪：雲林縣古坑鄉

    - 雲林溪：雲林縣斗南鎮、斗六市、古坑鄉
      - 芭蕉溪：雲林縣斗六市、古坑鄉

    - 乾溪（斗六東溪）：雲林縣斗六市、林內鄉
    - 海豐崙溪：雲林縣斗六市、古坑鄉
      - 尖山坑溪：雲林縣古坑鄉

    - 大埔溪（當地人稱外湖溪口以下為石榴班溪）：雲林縣斗六市、林內鄉
      - 外湖溪：雲林縣斗六市

    - 石榴班溪（當地人稱梅林溪口以下為林子頭溪，以上為埤子頭溪）：雲林縣斗六市、古坑鄉
      - 牛埔仔溪：雲林縣斗六市
        - 楓樹湖南溪：雲林縣斗六市

      - 咬狗溪：雲林縣斗六市
      - 梅林溪（內林溪）：雲林縣斗六市、古坑鄉
      - 石仔坑溪：雲林縣古坑鄉
      - 黃德坑溪：雲林縣古坑鄉
      - 圳頭坑溪：雲林縣古坑鄉

## 主要橋樑
以下由河口至源頭列出主流上之主要橋樑：

### 北港溪河段
- 雲嘉大橋（省道台61線、台17線共線）
- 松山大橋
- 媽祖大橋
- 北港大橋（省道台19線）
- 北港觀光大橋
- 北港女兒橋
- 高鐵北港溪橋（台灣高鐵）
- 崙子橋（縣道145甲號）

### 虎尾溪河段及其支流
- 無名橋（鄉道雲86線）
- 聯美大橋（鄉道雲173線）
- 土庫大橋（縣道158甲號）
- 省道台78線虎尾溪橋（省道台78線）
- 興南大橋
- 虎尾鐵橋（舊台糖鐵路）
- 平和橋（縣道158號）
- 國道1號虎尾溪橋（國道1號）
- 虎尾溪橋（省道台1線）
- 新榮橋（省道台1丁線）
- 榮橋
- 竹圍大橋
- 施瓜寮橋（縣道154乙）
- 萬年橋（鄉道雲85線）
- 德安橋

#### 大湖口溪河段
- 豐岡橋（鄉道雲86線）
- 溝心橋（鄉道雲179線）
- 善陀橋（鄉道雲181線）
- 大湖口溪橋（省道台78線）
- 大湖口溪橋（國道1號）
- 善浩橋（鄉道雲85線）
- 善進橋（斗南鎮南昌西路）
- 大湖口溪橋（省道台1線）
- 大湖口溪橋（台鐵縱貫線 (南段)）
- 自治橋（斗南鎮信義路）
- 大湖口溪三號橋（省道台78線）
- 崙仔橋
- 南勢橋（鄉道雲189線）
- 東耕橋（鄉道雲194線）
- 興昌橋（省道台3線）
- 大湖口溪橋（國道3號）
- 光華橋（鄉道雲210線）
- 公館橋（鄉道雲212線）
- 光山橋（鄉道雲209線）

#### 石牛溪河段
- 雙東大橋（鄉道雲84線）
- 石牛溪橋（國道1號）
- 小東橋（斗南鎮大同路）
- 石牛溪橋（省道台1線）
- 石牛溪橋（台鐵縱貫線 (南段)）
- 善功橋（鄉道雲82線）
- 省道台78線石牛溪河川橋（省道台78線）
- 柴裡橋（省道台3線）
- 溪洲仔橋（鄉道雲193線）
- 水碓南橋（縣道154乙號）
- 國道3號石牛溪橋（國道3號）
- 大埔橋（縣道154甲號）

#### 海豐崙溪河段
- 海豐崙溪橋（台鐵西部幹線）
- 海豐崙橋（省道台3線）
- 斗山橋（鄉道雲214線）
- 重光橋（鄉道雲215線）
- 東和橋（鄉道雲213線）
- 豬母墓橋
- 東圳橋
- 國道3號海豐崙溪橋（國道3號）
- 荷北橋

##### 尖山坑溪河段
- 觀音山橋
- 地母橋（縣道149甲號）
- 建德橋（縣道149甲號）
- 土地公橋（縣道149甲號

#### 林子頭溪河段
- 林子頭溪橋（台鐵縱貫線 (南段)）
- 石榴班橋（省道台3線）

#### 石榴班溪河段
- 竹圍三號橋（斗六市中興路）
- 石榴班橋（台鐵縱貫線 (南段)）
- 石榴橋（省道台3線）

### 三疊溪及其支流
- 和平橋（縣道157號）
- 溪口橋（縣道162號）
- 三疊溪橋（國道1號）
- 三疊溪橋（省道台1線）
- 三疊溪橋（台鐵縱貫線 (南段)）
- 中正橋（縣道162乙）

#### 華興溪河段
- 石龜溪橋（國道1號）
- 石龜溪橋（省道台1線）
- 倒孔山溪橋（台鐵縱貫線 (南段)）
- 華興橋（鄉道雲187線）
- 石龜溪橋（國道3號）
- 雲祥橋（省道台3線）
- 新興橋（鄉道雲205線）
- 廣水橋（鄉道雲207線）
- 心慈橋（縣道149號）

## 外部連結
- （繁體中文）讓我們看河去(重要河川)-- 北港溪-經濟部水利署